# Sargis Sargsian
Sargis Sargsian (in armeno Սարգիս Սարգսյան?; Erevan, 3 giugno 1973) è un ex tennista armeno.

## Carriera
Ha fatto il suo esordio tra i professionisti nel 1995 e due anni dopo è entrato per la prima volta nella top-100 mondiale. Sempre nel 1997 ha conquistato il suo primo e unico titolo in singolare, trionfando a Newport dove ha superato nel match decisivo l'australiano Brett Steven in tre set.
Nel 1996 ha rappresentato l'Armenia alle Olimpiadi di Atlanta, dove è uscito al secondo turno.
Nel gennaio 2004 ha raggiunto il miglior piazzamento in classifica con la trentottesima posizione e pochi mesi dopo è arrivato il best ranking anche nel doppio con la trentatreesima posizione.
Ha partecipato a tre Olimpiadi diverse, superando il primo turno solo in occasione di Atlanta 1996. In Coppa Davis ha giocato un totale di quarantasei match con la squadra armena vincendone trentacinque.
Ha annunciato il suo ritiro nel 2006.

## Statistiche

### Singolare

#### Vittorie (1)
| Legenda                                                       |
| Grande Slam (0)                                               |
| Tennis Masters Cup / ATP World Tour Finals (0)                |
| Masters Series / ATP World Tour Master 1000 (0)               |
| ATP International Series Gold / ATP World Tour 500 Series (0) |
| ATP International Series / ATP World Tour 250 Series (1)      |

| Numero | Data          | Torneo                                         | Superficie | Avversario in finale | Punteggio        |
| 1.     | 7 luglio 1997 | Campbell's Hall of Fame Championships, Newport | Erba       | Brett Steven         | 7–6(0), 4–6, 7–5 |

### Doppio

#### Vittorie (2)
| Legenda                                                       |
| Grande Slam (0)                                               |
| Tennis Masters Cup / ATP World Tour Finals (0)                |
| Masters Series / ATP World Tour Master 1000 (0)               |
| ATP International Series Gold / ATP World Tour 500 Series (0) |
| ATP International Series / ATP World Tour 250 Series (2)      |

| Numero | Data             | Torneo                                | Superficie  | Compagno            | Avversari in finale        | Punteggio     |
| 1.     | 28 luglio 2003   | Legg Mason Tennis Classic, Washington | Cemento     | Evgenij Kafel'nikov | Chris Haggard Paul Hanley  | 7–5, 4–6, 6–2 |
| 2.     | 8 settembre 2003 | BCR Open Romania, Bucarest            | Terra rossa | Karsten Braasch     | Simon Aspelin Jeff Coetzee | 7–6(7), 6–2   |